# Banize
Banize település Franciaországban, Creuse megyében. Lakosainak száma 181 fő (2022. január 1.). Banize Chavanat, Le Monteil-au-Vicomte, Saint-Michel-de-Veisse, Saint-Sulpice-les-Champs és Vallière községekkel határos.

## Népesség
A település népességének változása:
| Lakosok száma | 225  | 174  | 149  | 155  | 178  | 186  | 187  | 182  | 181  | 181  |
|               | 1968 | 1982 | 1990 | 2006 | 2013 | 2015 | 2017 | 2019 | 2020 | 2022 |